# Museu Subaquàtic d'Art

El Col·leccionista de somnis, de l'artista Jason de Caires Taylor

El Museu Subaqüàtic d'Art o MUSA és un museu situat sota les aigües del mar Carib mexicà, a Cancun, Isla Mujeres i Punta Nizuc. El fundà al 2009 Jaime González Cano, llavors director del Parc Nacional Costa Occidental d'Isla Mujeres, Punta Cancun i Punta Nizuc; Roberto Díaz Abraham, llavors president d'Associats Nàutics de Cancun; i l'artista britànic Jason de Caires Taylor, artista principal en la història del museu, amb quasi mig miler d'escultures d'escala natural. El museu s'inaugurà oficialment al novembre de 2010. En l'actualitat el museu és una de les majors atraccions submarines del món.

## Història, concepte i objectiu
El museu submarí configura una complexa estructura d'esculls artificials que vol conservar els recursos marins naturals de Quintana Roo. A manera de plataforma d'art dinàmica, atrau el turisme visitant per sensibilitzar-lo per la conservació mediambiental i dissuadir-lo de visitar els esculls naturals en deterioració de l'àrea natural protegida Parc Nacional Costa Occidental d'Isla Mujeres, Punta Cancun i Punta Nizuc. Amb més de 750.000 visitants anuals, aquest parc natural és una de les zones marines més visitades del món i això està afectant negativament la salut dels esculls.
Jaime González Cano, llavors director de l'àrea natural protegida, convidà a principis de 2008, a Roberto Díaz Abraham, president d'Associats Nàutics de Cancun, que visitàs els esculls artificials (reef balls) que el parc marí havia situat des de 2004 i implantat en els mateixos corals fracturats que a poc a poc anirien poblant les estructures. A Roberto Díaz Abraham no li agradà la seua proposta i s'oposà a dur-hi turisme. Jaime González contactà a Jason deCaires Taylor perquè, a més de fomentar la regeneració dels esculls, aportàs atractiu estètic a la zona. A l'abril de 2008 González Cano, Díaz Abraham i De Caires Taylor començaren a treballar conjuntament: així naix el Museu Subaqüàtic d'Art sota el lema “L'art de la conservació”.
El museu afavoreix la colonització de la vida marina, alhora que augmenta la biomassa a gran escala i alleuja la pressió exercida sobre els esculls naturals del Parc Nacional Marí; ofereix un lloc alternatiu per visitar dins de la mateixa àrea natural protegida.
El museu es divideix en tres galeries (Saló Manchones, Saló Nizuc i Saló Punta Sam). La primera se situa a vuit metres de profunditat, i les altres a 4 m.

## Les obres
Per l'apropiació i metamorfosi que la vida marina fa de l'obra escultòrica, és una cocreació humana i la natural. A mesura que les escultures inertes cobren vida sota la mar, el seu aspecte canvia i les referències humanes es desdibuixen pels esculls coral·lins.
Las escultures ocupen una superficie de 420 m² i tenen un pes de més de 200 tones.
- Materials: segons algunes recerques oceanogràfiques, sols entre el 10 i el 15% del jaç marí té prou de substrat perquè l'escull es regenere. Per això, el museu conté materials ecològics que promouen activament el creixement del corall: les propietats inactives d'un pH neutre capaç de perdurar centenars d'anys sota la mar.
- Implantació: per evitar que les escultures es colgaren pel jaç marí, les seues estructures estan dissenyades per acollir flora i fauna, amb la perforació de variades grandàries i formes d'orificis.[1]
- Recorregut del museu: el museu està dissenyat per ser visitat des de dins de la mar amb busseig, o des de la superfície, amb vaixells de coberta de cristall.

## Els artistes
Jason de Caires Taylor, artista i fundador del museu, és un escultor i fotògraf britànic nascut el 1974, conegut per la seua singular obra artística submarina. La seua col·lecció conté 484 escultures.
Altres artistes mexicans han participat en la creació d'obres subaqüàtiques així com en la creació d'aquest museu únic: Karen Salines, Rodrigo Quiñones i Salvador Quiroz.
Durant 2015, el museu incorpora diverses obres de l'extraordinari artista cubà Elier Amado Gil al saló Nizuc.